# درایتونویل (کارولینای جنوبی)
درایتونویل (به انگلیسی: Draytonville) یک منطقهٔ مسکونی در ایالات متحده آمریکا است که در شهرستان چروکی، کارولینای جنوبی واقع شده‌است. درایتونویل ۲۵۲٫۹۹ متر بالاتر از سطح دریا واقع شده‌است.